# Sombrin
Sombrin település Franciaországban, Pas-de-Calais megyében. Lakosainak száma 206 fő (2022. január 1.). Sombrin Avesnes-le-Comte, Barly, Coullemont, Grand-Rullecourt, Saulty és Warluzel községekkel határos.

## Népesség
A település népessége az elmúlt években az alábbi módon változott:
| Lakosok száma | 244  | 241  | 246  | 240  | 239  | 239  | 228  | 217  | 206  |
|               | 2013 | 2015 | 2016 | 2017 | 2018 | 2019 | 2020 | 2021 | 2022 |